# Joseph Wilfred Abruquah
Joseph Wilfred Abruquah (1921 - 1997) foi um escritor de Gana, conhecido por suas novelas semi-autobiográficas que tratam da experiência dos jovens africanos que passam pela educação institucional de modelo ocidental. A literatura de Abruquah não demonstra, ainda assim, uma clara preferência entre a tradição e a modernidade apresentadas em tensão, focando mais na dificuldade dos protagonistas em negociar um caminho próprio no mundo contemporâneo.

## Obras
- The Catechist (1965)
- The Torrent (1968)

## Bilbiografia
- Gikandi, Simon, ed. (2003). Encyclopedia of African literature [Enciclopédia da literatura Africana]. [S.l.]: Routledge